# Adam X
Adam Neramani, también conocido como Adam-X, X-Treme, o Adam-X the X-Treme, es un personaje ficticio del universo de Marvel Comics.

## Biografía ficticia del personaje
Encontrándose en la Tierra e ignorando su propio pasado, Adam-X comenzó a trabajar para el industrialista Martin Strong ayudándolo a llevar mutantes a la planta de Industrias Strong, donde aparentemente les daría refugio. A cambio, Strong promete ayudar a Adam-X a recuperar su identidad. Durante este tiempo, Adam-X desarrolla una estrecha amistad con su colega mutante Michelle Balters, también conocida como Neurotap. Desconocido para Adam-X, Industrias Strong era, en realidad, financiada por el Proyecto: Wideawake para desarrollar un medio para exterminar el gen "X" que producía mutantes. Descubriendo la verdad, Balters huye de Industrias Strong y Adam-X es enviado a traerla de vuelta.
La Fuerza-X ya había comenzado a investigar las actividades de Strong cuando se toparon con Balters. La Fuerza-X intentó preservar la libertad de Balters, pero fueron incapacitados momentáneamente por la habilidad mutante de Adam-X. Balters es capaz de escapar con la Fuerza-X y le proporcionaron información sobre Strong.
Aunque inicialmente se conocieron como adversarios, Adam-X y la Fuerza-X finalmente se unieron para luchar contra Martin Strong, una vez que descubrieron que él mismo era un mutante. Adam-X y Shatterstar, en particular, descubren una afinidad mutua debido a su estado alienígena-mutante y el amor por la batalla. Adam-X es invitado a unirse a la Fuerza-X, pero él se niega, queriendo encontrar su pasado y descubrir quién es.
Por razones desconocidas, Mr. Siniestro, bajo el seudónimo de Mr. Milbury, contrata a Arcade para "probar" a Adam X. Al mismo tiempo, Mayor Domo contrata a Arcade para deshacerse de Shatterstar. Arcade decide atender las demandas de ambos capturando a los dos y enfrentarlos unos con otros en el Murderworld. Después de luchar entre sí brevemente, Adam-X y Shatterstar unen fuerzas y abren camino a través del Murderworld y derrotan a Arcade.
Mientras viajaba por Yukón, Adam-X es testigo del choque del avión de Phillip Summers. Adam-X es capaz de rescatar a Summers antes de que su avión explotara. Adam-X utiliza su poder mutante para "calentar" la sangre de Summers y mantenerlo caliente hasta que finalmente consigue llevarlo a un hospital. Ellos son recibidos por Cíclope, el nieto de Summers, y su esposa, Jean Grey. Los dos X-Men agradecen a Adam-X por sus esfuerzos y, utilizando la telepatía de Jean, Adam-X es capaz de compartir algunos de sus recuerdos con Phillip, mostrándole las naves que voló mientras estaba con los Shi'ar.
Adam-X conoce al Capitán Marvel, y los dos se encuentran con el agente Shi'ar, Davan Shakari (también conocido como Erik el Rojo). Shakari revela que Adam-X es el hijo híbrido humano / Shi'ar del Emperador D'Ken. Adam-X mata a Shakari.

### Reino Oscuro
Años más tarde, Adam-X finalmente regresa a San Francisco, sentado ebrio en un bar junto con otros mutantes. Él está enojado porque los seres humanos tratan de impedir nuevos nacimientos mutantes y participa en un motín. Adam es posteriormente detenido por Emma Frost y sus X-Men Oscuros, al igual que los otros mutantes. Todos son tomados en custodia por los X-Men Oscuros. Más tarde, él y los otros prisioneros son liberados por la Fuerza-X y transportados a la isla de Utopía.

### S.W.O.R.D
Adam-X es uno de los muchos alienígenas arrestados bajo las órdenes de Henry Peter Gyrich, quien había orquestado un golpe de Estado con la agencia de vigilancia alienígena S.W.O.R.D.. Él es encarcelado con muchos otros alienígenas que han habitado la Tierra, como Beta Ray Bill y Ultra Girl. Todos los alienígenas arrestados son liberados por Abigail Brand, la exdirectora de S.W.O.R.D.. Adam-X ayuda ahuyentando una invasión alienígena y se le permite su libertad. Brand, ahora en el control de nuevo, aclara que cada uno le debe un favor.

### Fear Itself
Entre los más de 50 planes de Cíclope utilizados para tratar de detener a Juggernaut, Adam-X fue utilizado para incendiar la sangre de Juggernaut. El resultado fue "peor de lo ineficaz", ya que Juggernaut permaneció imparable, y durante 15 minutos, quemaba todo lo que tocaba.

## Hermano Summers
Introducido en X-Force Annual #2, se consideró que Adam-X era el hijo de Katherine Summers y el Emperador Shi'ar, D'Ken. Aunque este origen nunca fue confirmado en los propios cómics, Adam es mitad humano, y Katherine era la única mujer conocida en el espacio Shi'ar en ese momento. X-Men #39 (diciembre de 1994) presentó una historia sobre Adam descubriendo a Phillips Summers (el padre de Christopher Summers y el abuelo de Cíclope y Havok) en Alaska y sintiendo una conexión inusual con el anciano.
Fabian Nicieza confirmó más tarde que tenía la intención de que Adam-X fuera el medio-hermano de Cíclope y Havok:
"Adam-X estaba destinado a ser el hijo ilegítimo de D'Ken y Kate Summers. Alejado de D'Ken y criado en un planeta agrícola."

## Poderes y habilidades
Adam es un híbrido humano / Shi'ar, y como tal posee las características y habilidades de ambas especies. Su fuerza es algo sobrehumana, y su resistencia es mucho mayor que la de un ser humano normal. Su velocidad y reflejos son muy superiores a las de los humanos y los Shi'ar. Como también es mitad Shi'ar, quienes han evolucionado a partir de las aves rapaces, él también posee sentidos, agilidad, flexibilidad, destreza, coordinación, y equilibrio sobrehumanos, los cuales son el estándares para esa raza alienígena.
Además de ser un híbrido, Adam también es un mutante haemopirokinético que posee el Gen-X, debido a su herencia mitad humana, y tiene el poder de "freír" a sus enemigos. Él puede hacer que los electrolitos presentes en la sangre oxigenada se incendien, provocando que la persona se queme de adentro hacia afuera. Cualquier persona con una herida abierta se convierte en un objetivo para él. Con este fin, él lleva unas cuchillas Shi'ar, conocidas como cuchillas Thet'je, para cortar a sus enemigos y así oxigenar su sangre. Adam utiliza la palabra "Quemar" para activar este poder y sus ojos se vuelven rojos.